# Alberto Quintero
Pour les articles homonymes, voir Quintero.
Alberto Abdiel Quintero Medina, né le 18 décembre 1987 à Panama City, est un footballeur international panaméen jouant au poste de milieu de terrain au CD Plaza Amador.

## Carrière

### En club
En 2016, venant de D2 Mexicaine, Alberto Quintero s'engage en MLS avec les Earthquakes de San José. Évoluant à l'Universitario de Deportes de Lima (Pérou) depuis 2017, il devient le deuxième meilleur buteur étranger du club à la suite d'un doublé marqué lors de la victoire de l'Universitario 3-2 sur le Cienciano del Cusco, le 8 mai 2021.

### En équipe nationale
International panaméen depuis 2007, Alberto Quintero compte plus de 100 matchs en équipe nationale (129 sélections pour sept buts marqués).
Il a participé avec son pays à cinq Gold Cup en 2011, 2013 (finaliste de l'épreuve face aux États-Unis), 2015, 2019 et 2021, de même qu'à la Copa América Centenario en 2016. Alors qu'il faisait partie de la liste des 23 sélectionnés pour la Coupe du monde de football de 2018, Quintero doit déclarer forfait après s'être fracturé le second métatarse du pied droit lors d'un match amical perdu contre la Norvège (1-0).

#### Buts en sélection
| Buts en sélection d'Alberto Quintero | Buts en sélection d'Alberto Quintero | Buts en sélection d'Alberto Quintero        | Buts en sélection d'Alberto Quintero | Buts en sélection d'Alberto Quintero | Buts en sélection d'Alberto Quintero | Buts en sélection d'Alberto Quintero |
|                                      | Date                                 | Lieu                                        | Adversaire                           | Score                                | Résultat                             | Compétition                          |
| ------------------------------------ | ------------------------------------ | ------------------------------------------- | ------------------------------------ | ------------------------------------ | ------------------------------------ | ------------------------------------ |
| 1.                                   | 29 mars 2011                         | Estadio Pedro Marrero, La Havane (Cuba)     | Cuba                                 | 0-2                                  | 0-2                                  | Amical                               |
| 2.                                   | 29 mai 2011                          | Estadio Rommel Fernández, Panama (Panama)   | Grenade                              | 2-0                                  | 2-0                                  | Amical                               |
| 3.                                   | 25 janvier 2013                      | Estadio Nacional, San José (Costa Rica)     | Guatemala                            | 3-0                                  | 3-1                                  | CCA 2013                             |
| 4.                                   | 7 juillet 2015                       | Toyota Stadium, Frisco (États-Unis)         | Haïti                                | 1-0                                  | 1-1                                  | GC 2015                              |
| 5.                                   | 5 juin 2021                          | Estadio Nacional de Panamá, Panama (Panama) | Anguilla                             | 12-0                                 | 13-0                                 | QCM 2022                             |
| 6.                                   | 12 juin 2021                         | Estadio Nacional de Panamá, Panama (Panama) | Curaçao                              | 1-0                                  | 2-1                                  | QCM 2022                             |
| 7.                                   | 20 juillet 2021                      | Exploria Stadium, Orlando (États-Unis)      | Grenade                              | 1-0                                  | 3-1                                  | GC 2021                              |

## Palmarès
| Chorrillo FC - Championnat du Panama (1) : - Champion : 2011 (Apertura) |  | Panama - Gold Cup : - Finaliste : 2013. |